# Gavin Newsom
Gavin Christopher Newsom (ur. 10 października 1967 w San Francisco) – amerykański polityk, członek Partii Demokratycznej, gubernator Kalifornii.

## Życiorys

### Wczesne życie
Urodził się w San Francisco, jako syn Tessy Thomas Menzies, oraz Williama Alfreda Newsom III, prawnika. Jego rodzice rozstali się w 1971 roku, kiedy Gavin miał trzy lata. Był wychowywany przez matkę, która pracowała jako sekretarka, księgowa, czy kelnerka. W wieku pięciu lat zdiagnozowano u niego dysleksję, ale jego matka zataiła to wówczas przed nim.
Newsom zdał jezuicki Santa Clara University w 1989 roku na kierunku politologia. Spędził jeden semestr swojej nauki w Rzymie.

### Działalność biznesowa
W 1992 roku Newsom założył sklep z winem w San Francisco, co sfinansował Gordon Getty, kompozytor i przyjaciel rodziny. Biznes, który potem rozrósł się i objął więcej punktów sprzedażowych, został nazwany PlumpJack Winery.

### Działalność polityczna
Od 8 stycznia 2004 do 10 stycznia 2011 był burmistrzem San Francisco. W okresie od 10 stycznia 2011 do 7 stycznia 2019 był zastępcą gubernatora Kalifornii Jerry'ego Browna, a od 7 stycznia 2019 jest 40. gubernatorem.
Jest wskazywany jako potencjalny kandydat Partii Demokratycznej na urząd prezydenta w wyborach w 2028 roku.